# Dějiny Organizace spojených národů

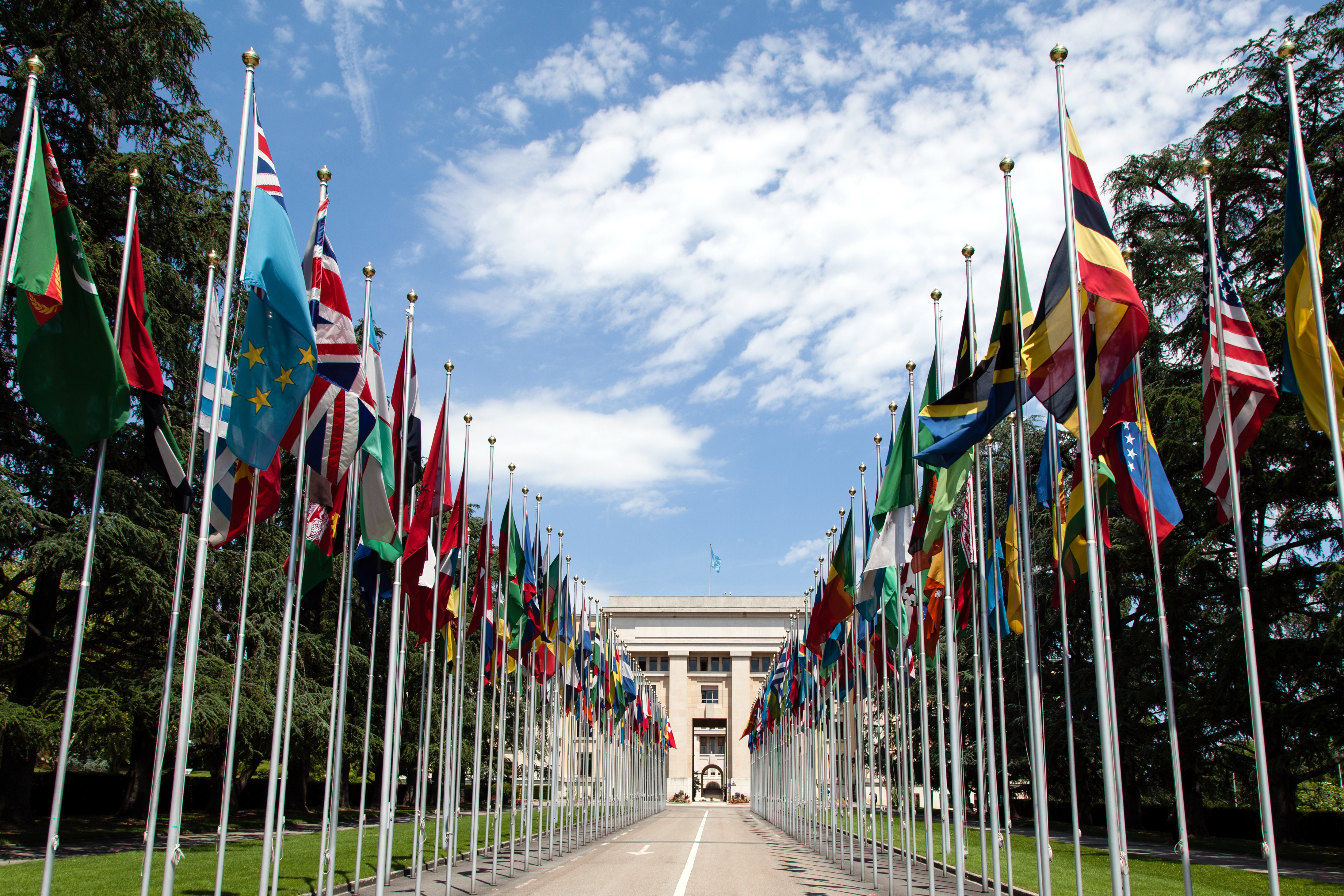

Organizace spojených národů (OSN) je mezinárodní organizace založená v roce 1945, jejímž cílem je udržovat mezinárodní mír a bezpečnost, rozvíjet přátelské vztahy mezi národy a podporovat hospodářskou, kulturní a humanitní spolupráci. OSN se vyvinula z koalice států bojujících proti fašismu ve druhé světové válce. Jejími členy je většina mezinárodně uznaných států světa (výjimku tvoří např. Vatikán), k červnu 2022 měla 193 členských států.  
Je nástupcem Společnosti národů, která vznikla jako garant míru na základě iniciativy prezidenta Woodrow Wilsona. Problémem ale byla nevynutitelnost jejích zásad. Její funkčnost byla natrvalo zpochybněna nástupem autoritativních režimů v Evropě a japonským imperiálním rozmachem.
Během druhé světové války došlo ke sblížení Sovětského svazu a Spojených států, které vedlo k úzké hospodářské a vojenské spolupráci. Ohromné ztráty a hrůzy druhé světové války vedly k iniciativě vytvořit organizaci, která bude bránit v dalším světovém konfliktu a usilovat o mírové řešení konfliktů na světové úrovni.
Atlantická charta tuto spolupráci potvrdila a v roce 1943 bylo na setkání Velké trojky v Teheránu dohodnuto založení organizace usilující o světový mír. Dne 26. června 1945 byla vítěznými mocnostmi podepsána Charta Spojených národů. Začala platit až 24. října 1945, kdy ji jako 51. stát podepsalo Polsko.
Od vzniku OSN získalo nezávislost více než 80 bývalých kolonií. Téměř všechny hlavní kolonie britského, francouzského a nizozemského impéria získaly nezávislost do 60. let 20. století. Od roku 1948 vyslala OSN po celém světě více než 60 mírových a pozorovatelských misí.

## Před vznikem OSN
Státy původně zakládaly mezinárodní organizace určené ke spolupráci v konkrétních oblastech. Mezinárodní telekomunikační unie byla založena v roce 1865 pod názvem Mezinárodní telegrafická unie, Všeobecná poštovní unie vznikla roku 1874. Obě unie jsou dnes specializovanými organizacemi systému OSN.
V roce 1899 se v Haagu konala první mezinárodní mírová konference, jejímž cílem bylo vypracovat nástroje k mírovému řešení krizí, k prevenci válek a kodifikaci pravidel boje. Konference schválila Úmluvu o mírovém řešení mezinárodních konfliktů a ustavila Stálý arbitrážní soud, který zahájil činnost v roce 1902.

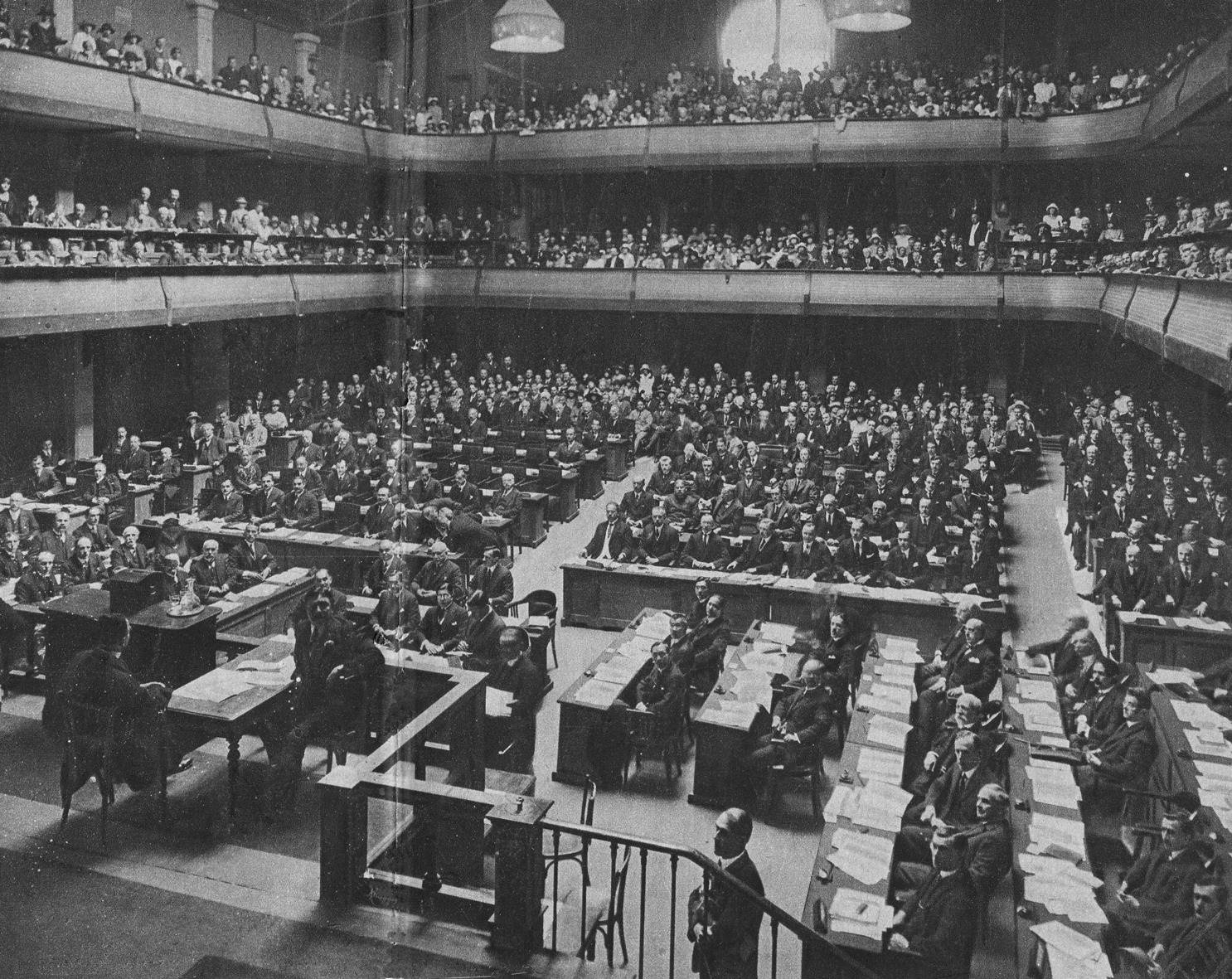
Konvence Společnosti národů v roce 1923

Předchůdkyní OSN byla Společnost národů – organizace koncipovaná v podobných podmínkách v průběhu první světové války a ustavená v roce 1919 v rámci Versailleské smlouvy „na podporu mezinárodní spolupráce a dosažení míru a bezpečnosti“. V rámci Versailleské smlouvy vznikla i Mezinárodní organizace práce jako přidružená organizace Společnosti národů.
Po definitivním neúspěchu Společnosti národů, která nedokázala zabránit vypuknutí druhé světové války, se musely hledat nové cesty poválečného mírového uspořádání.
V důsledku společného postupu proti Německu došlo ke sblížení mezi USA a SSSR. Americký prezident Franklin Delano Roosevelt objasnil během řeči v kongresu již 6. ledna 1941 svůj koncept „čtyř svobod“, kdy označil Hitlerovo počínání proti mezinárodní demokracii jako „tyranii“, jíž se musí důsledně čelit. Německý útok na Sovětský svaz 22. června 1941 poté připravil cestu k protiněmecké koalici, jíž se účastnila i Velká Británie.
Atlantická charta ze 14. srpna 1941 se stala základem pro pozdější Deklaraci Spojených národů (Declaration by United Nations) vydanou 1. ledna 1942. Název Spojené národy navrhl americký prezident Roosevelt a poprvé byl použit právě v Deklaraci Spojených národů, v níž se zástupci 26 států jménem svých vlád zavázali pokračovat ve společném boji proti mocnostem Osy. Protože při jejích přípravách nebyl přítomen SSSR, došlo ještě k dalšímu přípravnému setkání i s účastí Čínské republiky v Moskvě. Na této konferenci se ministři zahraničí budoucích vítězných mocností vyslovili pro zřízení „mezinárodní organizace k zajištění míru.“ Tento cíl byl potvrzen i 1. prosince 1943 na konferenci v Teheránu.
Na konferenci v americkém Bretton Woods v červnu 1944 byly položeny základy nového měnového a hospodářského systému a založen Mezinárodní měnový fond a Světová banka. Zástupci spojenců se sešli ve washingtonském zámečku Dumbarton Oaks v srpnu 1944, aby dojednali strukturu budoucí mezinárodní organizace. Ke konečné dohodě mocností ovšem došlo až na Jaltské konferenci v únoru 1945 a k podpisu Charty Spojených národů na konferenci v San Franciscu 26. června 1945. Ještě ve stejném roce byly založeny Organizace pro výživu a zemědělství a UNESCO. Společnost národů se formálně rozpustila 18. dubna 1946 a přenesla své poslání na OSN.

## Historie OSN

### Vznik 1945
Chartu OSN podepsalo 26. června 1945 na konferenci v San Franciscu celkem 50 zemí. Polsko sice nebylo na konferenci zastoupeno a svůj podpis připojilo později, je ale považováno za jednu z 51 zakládajících členských zemí OSN. Československo bylo jedním z 51 zakládajících členů OSN v roce 1945. Po rozdělení země musely oba nástupnické státy požádat o přijetí do OSN jako nové členské státy. Česká republika byla přijata do OSN dne 19. ledna 1993.

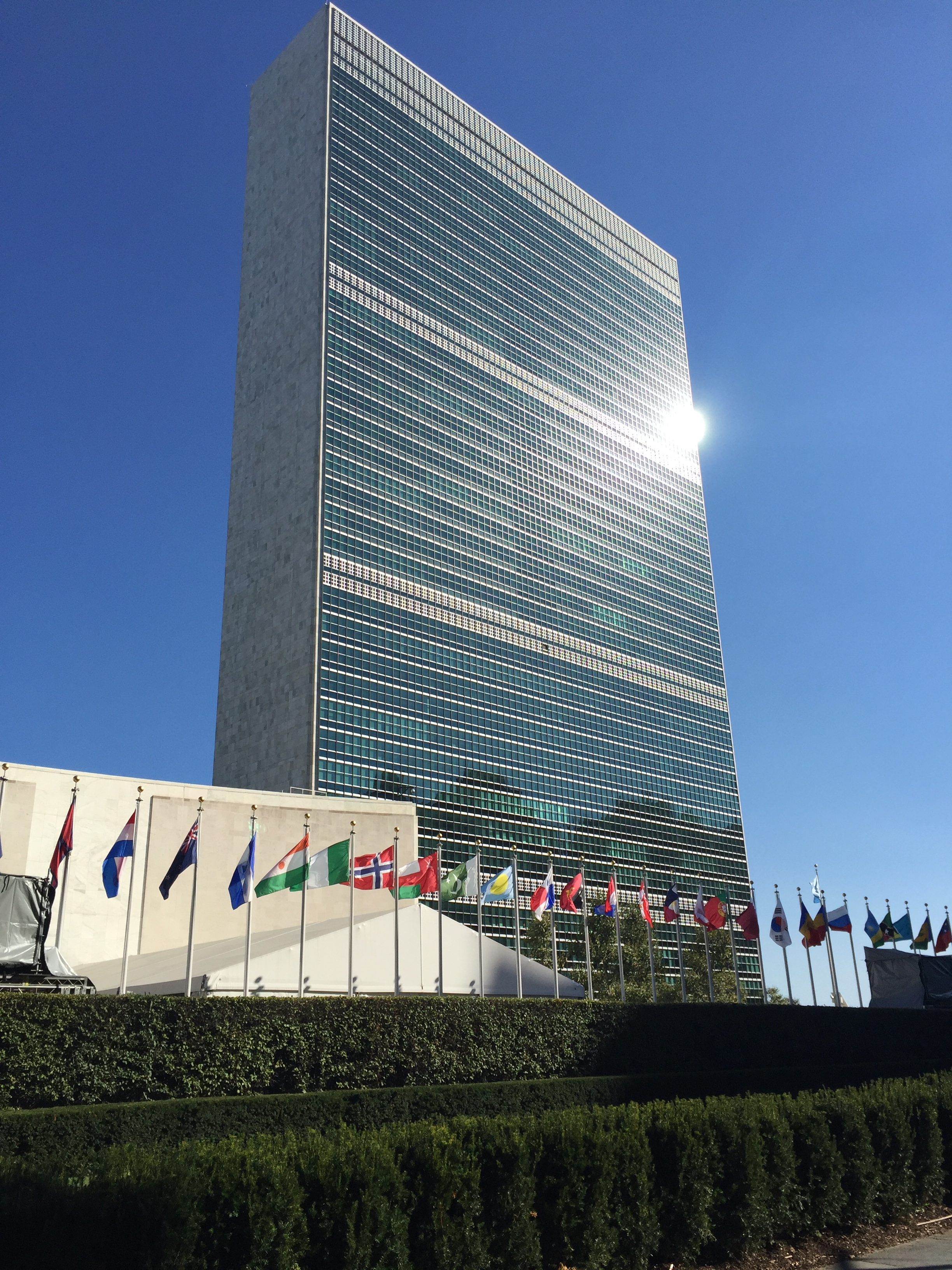
Sídlo OSN v New Yorku

Organizace oficiálně vznikla 24. října 1945, kdy byla Charta ratifikována Čínou, Francií, Sovětským svazem, USA, Velkou Británií a většinou ostatních signatářských zemí OSN. Každoročně se proto 24. říjen slaví jako Den Spojených národů.
10. ledna 1946 se ve Westminster Central Hall v Londýně konalo první zasedání Valného shromáždění OSN. Rada bezpečnosti se poprvé sešla o týden později v Church House ve Westminsteru. Prvním úřadujícím tajemníkem byl sir Gladwyn Jebb, který byl pověřen dočasným vedením sekretariátu, dokud neproběhne legitimní volba, která určí prvního generálního tajemníka OSN. Ještě téhož roku byl zvolen první generální tajemník OSN – stal se jím Nor Trygve Lie.
Při výběru sídla OSN se kromě USA uvažovalo i o dalších místech  –  Vídeň, Švýcarsko, Berlín, Quebec a Nizozemsko. V prosinci 1945 padl výběr na Spojené státy s několika možnými lokalitami. V užším výběru zůstala nakonec Filadelfie a New York, Valné shromáždění vybralo místo v New Yorku. Stavba byla zahájena 14. září 1948 a sídlo OSN bylo oficiálně otevřeno 9. ledna 1951, přestože stavba byla oficiálně dokončena až 9. října 1952. Sídlo v New Yorku, stejně jako sídla v Ženevě, Vídni a Nairobi, jsou označeny jako mezinárodní území.

### Studená válka (1947–1991)
Organizace postupně přijímala další členské státy, tato činnost však byla brzděna takzvanou studenou válkou. Větší nárůst počtu členských států byl zaznamenán až koncem padesátých let.
S rozmachem dekolonizace v 60. letech 20. století se počet členů organizace zvýšil díky přílivu nových nezávislých zemí. Jen v roce 1960 vstoupilo do OSN 17 nových států, z toho 16 z Afriky. Dne 25. října 1971 bylo za nesouhlasu Spojených států, ale s podporou mnoha zemí třetího světa, místo Čínské republiky (známé jako Tchaj-wan) v Radě bezpečnosti uděleno Čínské lidové republice. Toto hlasování bylo všeobecně vnímáno jako známka slábnoucího amerického vlivu v organizaci. Národy třetího světa se zorganizovaly do Skupiny 77 pod vedením Alžírska, která se na krátkou dobu stala dominantní silou v OSN. Organizaci založilo sedmasedmdesát států, ale do listopadu 2013 se rozšířila na 133 členských zemí. Dne10. listopadu 1975 blok složený ze Sovětského svazu a národů třetího světa přijal přes odpor Američanů a Izraele rezoluci, v níž prohlásil sionismus za rasismus. Rezoluce byla zrušena 16. prosince 1991, krátce po skončení studené války.

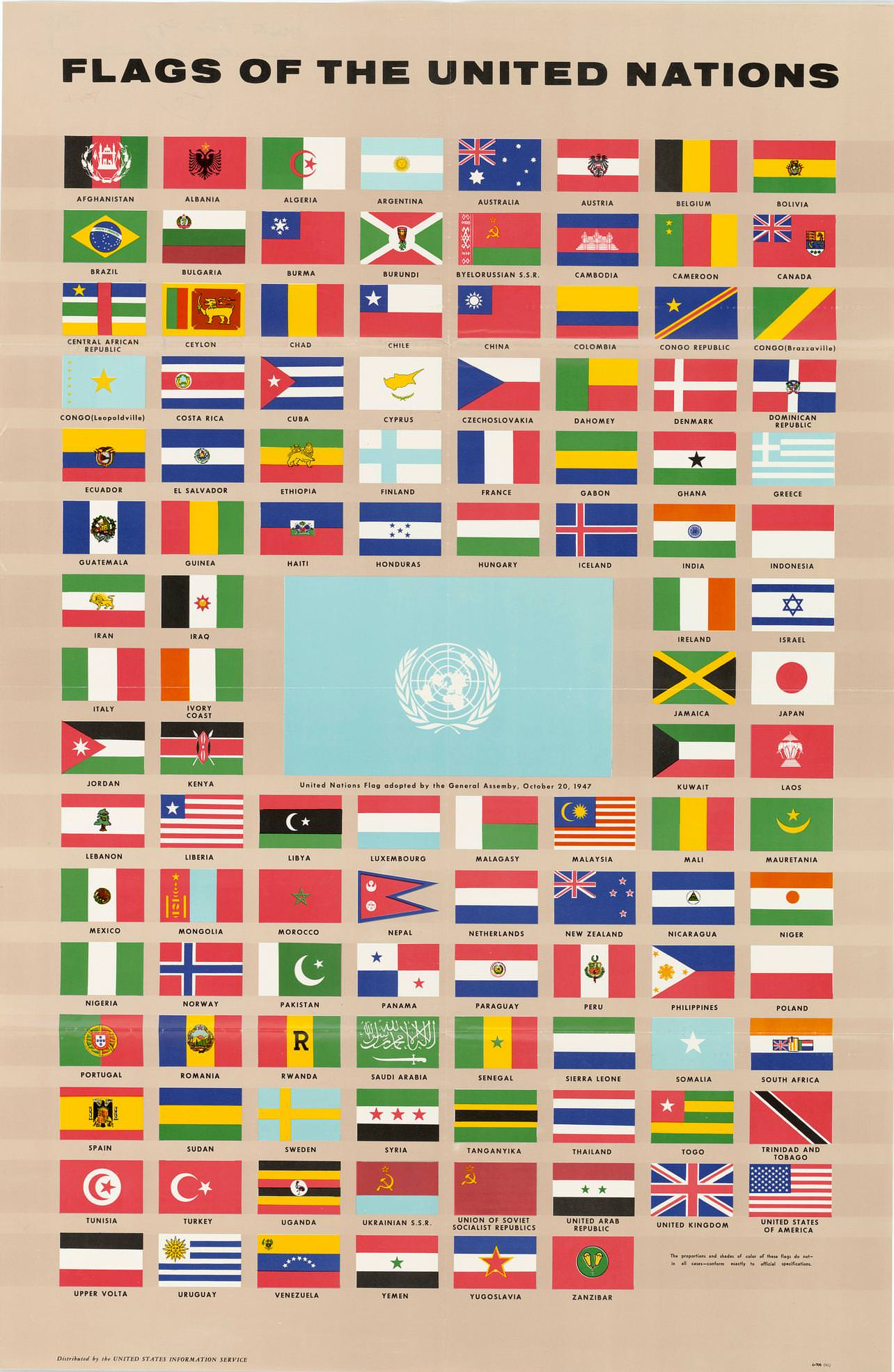
Členské státy OSN v roce 1963

S rostoucí přítomností třetího světa a neúspěchem zprostředkování OSN v konfliktech na Blízkém východě, ve Vietnamu a v Kašmíru se pozornost OSN stále více přesouvala k jejím sekundárním cílům, kterými byly hospodářský rozvoj a kulturní výměna. V 70. letech 20. století byl rozpočet OSN na sociální a hospodářský rozvoj mnohem vyšší než rozpočet na udržování míru.
OSN otevřela svou první kancelář v České republice (resp. Československu) v roce 1947. Informační centrum OSN (UNIC) se tehdy stalo jednou z prvních „poboček“ Spojených národů ve světě.

#### Přehled generálních tajemníků OSN[11]
Trygve Lie (1946  – 1953)
Dag Hammarskjöld (1954 – 1961)
U Thant (1962 – 1971)
Kurt Waldheim (1972 – 1981)
Javier Pérez de Cuéllar (1982 – 1991)

### Období po studené válce (1991 – současnost)
Po rozpadu SSSR se organizace opět rozrostla. Dnes má OSN 193 členských států, které se zaměřují především na boj proti terorismu a rasismu. Jen málokterý stát ještě není členem OSN, například Vatikán. 
Po skončení studené války došlo k radikálnímu rozšíření mírových úkolů OSN, která během pěti let přijala více misí než v předchozích čtyřech desetiletích. V letech 1988–2000 se počet přijatých rezolucí Rady bezpečnosti více než zdvojnásobil a rozpočet na udržování míru vzrostl více než desetkrát.
Od posledních desetiletí studené války kritici OSN odsuzovali organizaci za údajné špatné řízení a korupci. V roce 1984 americký prezident Ronald Reagan zrušil financování Organizace spojených národů pro výchovu, vědu a kulturu (UNESCO) kvůli obviněním ze špatného řízení, následovaly Spojené království a Singapur. Butrus Butrus-Ghálí, generální tajemník v letech 1992 – 1996, zahájil reformu sekretariátu, která poněkud zmenšila velikost organizace. Jeho nástupce Kofi Annan zahájil další reformy řízení, a to tváří v tvář hrozbám ze strany USA, že zadrží příspěvky OSN.

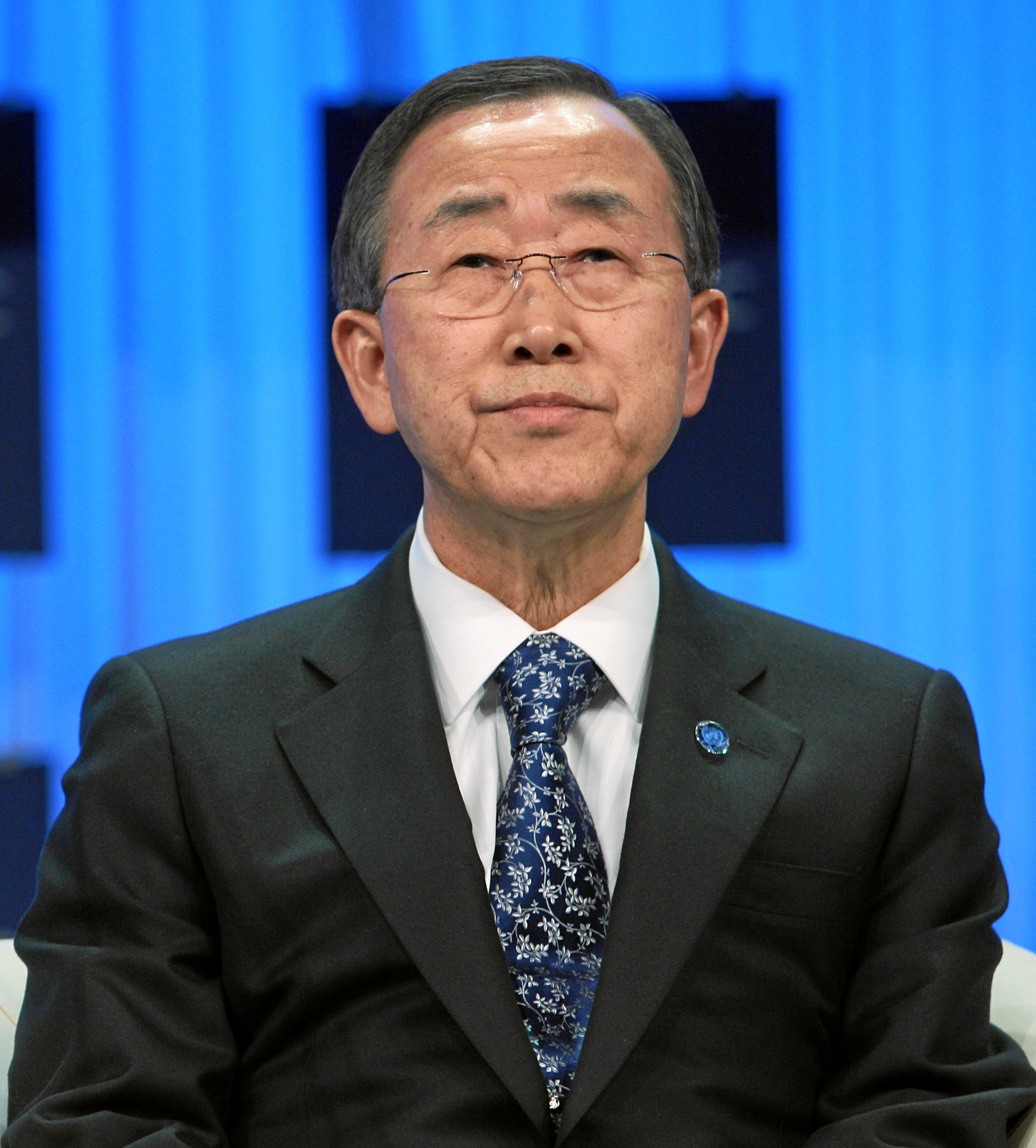
8. generální tajemník OSN Pan Ki-mun

V roce 2000 se konal Summit tisíciletí, na kterém se jednalo o úloze OSN v 21. století. Toto třídenní setkání bylo největším setkáním světových lídrů v historii a vyvrcholilo přijetím Rozvojových cílů tisíciletí (MDGs) všemi členskými státy, což je závazek dosáhnout mezinárodního rozvoje v oblastech, jako je snižování chudoby, rovnost pohlaví a veřejné zdraví. Pokrok při plnění těchto cílů, které měly být splněny do roku 2015, byl nakonec nerovnoměrný. Světový summit v roce 2005 potvrdil zaměření OSN na podporu rozvoje, udržování míru, lidských práv a globální bezpečnosti a v roce 2015 byly zahájeny Cíle udržitelného rozvoje (SDGs), které mají nahradit Rozvojové cíle tisíciletí.
Kromě řešení globálních problémů se OSN snaží zlepšit svou odpovědnost a demokratickou legitimitu tím, že více spolupracuje s občanskou společností a podporuje globální voličskou základnu. Ve snaze o zvýšení transparentnosti uspořádala organizace v roce 2016 první veřejnou debatu mezi kandidáty na generálního tajemníka. Devátým generálním tajemníkem se 1. ledna 2017 stal portugalský diplomat António Guterres, který předtím působil jako vysoký komisař OSN pro uprchlíky. Guterres vyzdvihl několik klíčových cílů své administrativy, včetně důrazu na diplomacii pro předcházení konfliktům, efektivnější mírové úsilí a zefektivnění organizace, aby lépe reagovala na mezinárodní potřeby a byla univerzálnější.

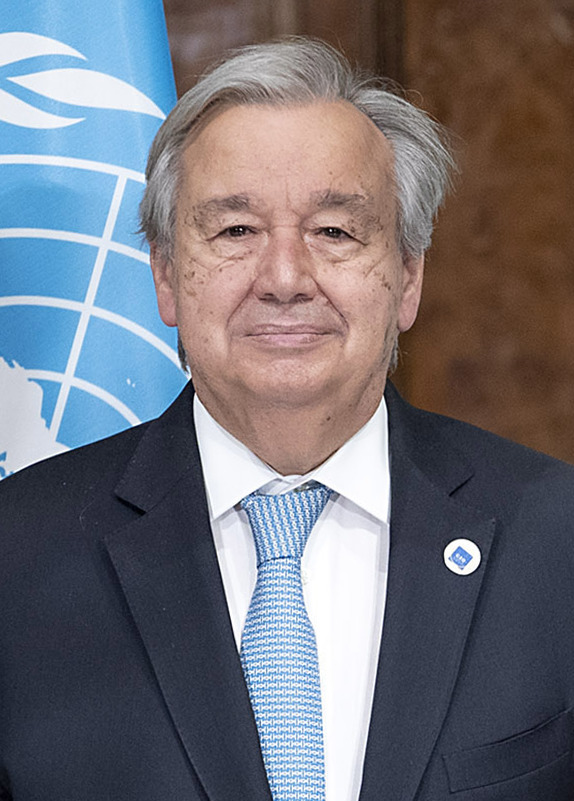
António Guterres v roce 2021

#### Přehled generálních tajemníků OSN[11]
Butrus Butrus-Ghálí (1992 – 1996)
Kofi Annan (1997 – 2006)
Pan Ki-mun (2007 – 2017)
António Guterres (od 2017)

## Nobelova cena za mír
Organizace spojených národů, její specializované agentury a zaměstnanci byli desetkrát oceněni Nobelovou cenou míru:
Ralph Bunche (1950)
Úřad vysokého komisaře OSN pro uprchlíky (1954)
Dag Hammarskjöld (posmrtně, 1961)
Dětský fond OSN (1965)
Mezinárodní organizace práce (1969)
Úřad vysokého komisaře OSN pro uprchlíky (1981)
Mírové síly OSN (1988)
Organizace spojených národů, Kofi Annan (2001)
Mezinárodní agentura pro atomovou energii, Mohamed El Baradei (2005)
Mezivládní panel pro změnu klimatu (IPCC) a Albert Arnold (Al) Gore Jr. (2007)

## OSN dnes
Hlavní centrum OSN je v New Yorku, další velká centra najdeme například v Ženevě a ve Vídni. Pro porušování Charty OSN, která se stále dodržuje, může být, kterýkoliv členský stát vyloučen. Veškerá činnost této mezinárodní organizace je financována z příspěvků členských států, které jsou vyměřovány podle jejich velikosti a hospodářské vyspělosti. Úředními jazyky OSN jsou angličtina, španělština, čínština, ruština, francouzština a na důležitějších schůzích také arabština.
Valné shromáždění
Mezi hlavní orgány patří Valné shromáždění OSN, složené ze zástupců všech členských států, na kterém má každý jeden stejně platný hlas. Koná se každý rok na podzim, může být ale svoláno v mimořádných situacích. Projednává všechny záležitosti spadající do pravomoci OSN, jako je například přijímání nových členských států. Pokud se jedná o důležitá rozhodnutí, musí se dohodnout dvě třetiny států, u situací, které nejsou takového rozsahu, stačí většina.
Rada bezpečnosti
Dále sem patří Rada bezpečnosti OSN, která nese odpovědnost za mezinárodní mír a řešení nebezpečných situací. Rada bezpečnosti je složená z Číny, Francie, Ruska, Velké Británie a USA, zbylých deset států je voleno Valným shromážděním vždy na dva roky. V letech 1994–1995 byla členem Rady bezpečnosti i ČR. U důležitějších rozhodnutích platí pro pět trvalých členů Rady bezpečnosti právo veta. Vetovat rozhodnutí však nesmí stát, který není na hlasování přítomen nebo se zdrží hlasování. Pokouší se vést mezinárodní spory co nejmírnější cestou a snaží se je urovnat. Snaží se především řešit spory, které by mohly ohrozit mezinárodní mír a bezpečnost.
Ekonomická a sociální rada
Ekonomická a sociální rada OSN se skládá z 54 členských států. Zabývá se otázkami týkajícími se hospodářství, kultury, výchovy, zdravotnictví a podobně. Svá usnesení doporučuje na Valném shromáždění jednotlivým státům nebo jiným organizacím spadajícím pod OSN. Hospodářská a sociální rada koordinuje činnosti těchto organizací, které vznikly například mezinárodními dohodami. Této radě je podřízeno pět regionálních komisí, kterými jsou Hospodářské komise pro Evropu, Afriku, Latinskou Ameriku a karibskou oblast, Asii a Tichomoří a pro západní Asii. Hospodářská a sociální rada se také zabývá ochranou lidských práv a svobod.
Poručenská rada
Poručenská rada OSN se zabývala správou některých nesamostatných území. Měla za úkol sledovat takzvanou poručenskou soustavu vytvořenou podle Charty OSN. Účelem této soustavy bylo podporovat povznesení obyvatel těchto území k samosprávě a nezávislosti. Mezi tato území patřily kolonie Japonska a Itálie. Těchto území bylo celkem 11, a všechna se postupně osamostatnila nebo připojila k jinému státu. Poručenská rada zastavila svou činnost v roce 1994.
Mezinárodní soudní dvůr
Mezinárodní soudní dvůr sídlí v nizozemském Haagu. Řeší mezinárodní spory, které mu předloží státy. Dvůr se skládá z patnácti nezávislých soudců, kteří jsou znalci mezinárodního práva různých zemí. Všichni soudci jsou voleni Valným shromážděním a Radou bezpečnosti na devět let. Pokud se země neřídí rozsudkem, je možno se obrátit na Radu bezpečnosti, která může rozhodnout o potřebných opatřeních, aby byl rozsudek vykonán.
Sekretariát
V čele sekretariátu OSN stojí generální tajemník OSN, který je nejen hlavním správním úředníkem organizace, ale jsou mu také svěřovány diplomatické úkoly, zvláště při urovnávání mezinárodních konfliktů.

## Výsledky práce OSN
Za více než půlstoletí existence dosáhla OSN mnoha pozitivních výsledků, ale zaznamenala také mnoho neúspěchů. Původní představu, podle níž měla být OSN účinným nástrojem mezinárodní bezpečnosti, se nepodařilo zcela naplnit. Byly však uskutečněny četné mírové operace, díky kterým byly pozastaveny nebo zcela urovnány mnohé mezinárodní i vnitřní konflikty. Tato organizace značně pomohla procesu dekolonizace a vzniku nových samostatných států. OSN bojuje proti nemocím, hladu nebo katastrofám. Podporuje rozvoj jednotlivých zemí. Velké úspěchy také zaznamenala v ochraně lidských práv a svobod. Je postavena na mezinárodních dohodách a smlouvách.